# Watertoren (Oostende Maria Hendrikapark)
De voormalige watertoren in het Maria Hendrikapark werd gebouwd ter vervanging van de eerste watertoren van Oostende in het Leopoldpark.
De metalen watertoren van 40 meter hoog werd ontworpen door Isaac Paris. In 1899 stortte de toren in, waarna in 1900 de toren aan de Mercatorlaan in gebruik wordt genomen.
Ardooie ·
Beernem Bulscampveld ·
Beernem Reigerlostraat ·
Bellegem Kleine Perijkelstraat ·
Blankenberge ·
Bredene Dorpstraat ·
Brugge Generaal Lemanlaan ·
Brugge Koning Leopold III Laan ·
Brugge Schaakstraat ·
Brugge Koning Albertlaan ·
Brugge Gentpoortvest ·
Brugge Kustlaan ·
Brugge Lissewegsesteenweg ·
Brugge Sint-Michielsestraat ·
De Haan Drift ·
De Haan Wenduinesteenweg ·
De Panne ·
Duinbergen ·
Gullegem ·
Heist ·
Hooglede ·
Ieper Dikkebusseweg ·
Ieper Elverdingsestraat ·
Izegem Schardouwstraat ·
Izegem Zwingelaarstraat ·
Knokke-Heist Arcadelaan ·
Koekelare ·
Kortemark ·
Kortrijk Doorniksesteenweg ·
Kortrijk Markesteenweg ·
Kuurne ·
Lichtervelde ·
Lombardsijde ·
Menen ·
Middelkerke Logierlaan ·
Middelkerke Zeedijk ·
Oedelem ·
Oostduinkerke ·
Oostende Konterdamkaai ·
Oostende Mercatorlaan ·
Oostende Leopoldpark ·
Oostende Maria Hendrikapark ·
Oostende Populierendreef ·
Oostende Dokter Eduard Moreauxlaan ·
Passendale ·
Poperinge ·
Roeselare ·
Roksem ·
Tielt ·
Torhout ·
Waregem ·
Wenduine ·
Wevelgem ·
Westende ·
Zeebrugge Blondeellaan ·
Zeebrugge Kustlaan ·
Zeebrugge Lissewegsesteenweg ·
Zillebeke ·
Zwevegem P. Ferrardstraat ·
Zwevegem Stockerijstraat